# Eremophila compacta
Eremophila compacta är en flenörtsväxtart som beskrevs av Spencer Le Marchant Moore. Eremophila compacta ingår i släktet Eremophila och familjen flenörtsväxter. Inga underarter finns listade i Catalogue of Life.